# Fiona Kolbinger
Fiona Kolbinger (24 de maig de 1995) és una ciclista amateur alemanya que va guanyar la Transcontinental Race l'any 2019 amb un temps de 10 dies 2 hores i 48 minuts amb un avantatge de gairebé sis hores respecte el segon, Ben Davies. Alumna, en aquell moment d'oncologia pediàtrica a Heidelberg, va ser la primera dona que va vèncer la cursa, apallissant en una competició en què hi van participar 224 homes i 40 dones. Per aquest motiu va ser reconeguda, aquell mateix any com una de les 100 dones més influents del món.
A l'abril de 2020, es va graduar com a doctora.